# BMW K1200 RS
La BMW K1200 RS è una motocicletta prodotta dalla casa motociclistica tedesca BMW Motorrad dal 1997 al 2005 in 37.992 esemplari.

## Descrizione
Prodotta nello stabilimento BMW di Spandau, 
a spingere la moto c'è un motore a quattro cilindri in linea con distribuzione bialbero a 16 valvole da 1171 cm³ disposto longitudinalmente.
Nel 2001 la K1200 RS è stata sottoposta a un profondo aggiornamento, che ha interessato il fanale anteriore che è stato modificato, la posizione delle pedane che è stata abbassata e il manubrio leggermente rialzato. 
L'ABS che precedentemente era disponibile come optional è diventato di serie e a differenza del sistema ABS precedente di tipo tradizionale, diventa servo assistito .
Il nuovo sistema , I-ABS I, offre la frenata parzialmente integrale; poco affidabile sarà sostituito su tutte le BMW dal 2007 con il nuovo I-ABS II non più servo assistito.
Nel 2003 è stata introdotta una versione "GT" della K1200 RS, con una seduta leggermente più alta, pedane regolabili, cupolino con parabrezza e paramani regolabili elettricamente e leggermente più grandi e borse laterali rigide. La K1200 GT è stata prodotta fino al 2005.

## Caratteristiche tecniche
| Caratteristiche tecniche - BMW K1200 RS                           | Caratteristiche tecniche - BMW K1200 RS                                                                        | Caratteristiche tecniche - BMW K1200 RS                                                                        | Caratteristiche tecniche - BMW K1200 RS                                                                        | Caratteristiche tecniche - BMW K1200 RS                                                                        | Caratteristiche tecniche - BMW K1200 RS                                                                        |
| ----------------------------------------------------------------- | --- | --- | --- | --- | --- |
|                                                                   | | | | | |
| Dimensioni e pesi                                                 | | | | | |
| Ingombri (lungh.×largh.×alt.)                                     | 2250 × 850 × 1200 mm                                                                                           | 2250 × 850 × 1200 mm                                                                                           | 2250 × 850 × 1200 mm                                                                                           | 2250 × 850 × 1200 mm                                                                                           | 2250 × 850 × 1200 mm                                                                                           |
| Altezze                                                           | Sella: 770-800 mm                                                                                              | Sella: 770-800 mm                                                                                              | Sella: 770-800 mm                                                                                              | Sella: 770-800 mm                                                                                              | Sella: 770-800 mm                                                                                              |
| Interasse: 1549 mm                                                | Interasse: 1549 mm                                                                                             | Massa a vuoto: 285 kg                                                                                          | Massa a vuoto: 285 kg                                                                                          | Serbatoio: 21 l                                                                                                | Serbatoio: 21 l                                                                                                |
| Meccanica                                                         | | | | | |
| Tipo motore: a 4 cilindri in linea                                | Tipo motore: a 4 cilindri in linea                                                                             | Tipo motore: a 4 cilindri in linea                                                                             | Tipo motore: a 4 cilindri in linea                                                                             | Raffreddamento: a liquido                                                                                      | Raffreddamento: a liquido                                                                                      |
| Cilindrata                                                        | 1157 cm³ (Alesaggio 70,5 × Corsa 75 mm)                                                                        | 1157 cm³ (Alesaggio 70,5 × Corsa 75 mm)                                                                        | 1157 cm³ (Alesaggio 70,5 × Corsa 75 mm)                                                                        | 1157 cm³ (Alesaggio 70,5 × Corsa 75 mm)                                                                        | 1157 cm³ (Alesaggio 70,5 × Corsa 75 mm)                                                                        |
| Distribuzione: 2 alberi a camme, 4 valvole per cilindro           | Distribuzione: 2 alberi a camme, 4 valvole per cilindro                                                        | Distribuzione: 2 alberi a camme, 4 valvole per cilindro                                                        | Alimentazione: iniezione elettronica                                                                           | Alimentazione: iniezione elettronica                                                                           | Alimentazione: iniezione elettronica                                                                           |
| Potenza: 130 CV a 8750 giri/min                                   | Potenza: 130 CV a 8750 giri/min                                                                                | Coppia: 117 Nm a 6750 giri/min                                                                                 | Coppia: 117 Nm a 6750 giri/min                                                                                 | Rapporto di compressione:                                                                                      | Rapporto di compressione:                                                                                      |
| Frizione: dischi multipli a bagno d’olio ad azionamento idraulico | Frizione: dischi multipli a bagno d’olio ad azionamento idraulico                                              | Frizione: dischi multipli a bagno d’olio ad azionamento idraulico                                              | Cambio: sequenziale a 6 marce ad innesti frontali                                                              | Cambio: sequenziale a 6 marce ad innesti frontali                                                              | Cambio: sequenziale a 6 marce ad innesti frontali                                                              |
| Accensione                                                        | elettronica | elettronica | elettronica | elettronica | elettronica |
| Trasmissione                                                      | cardano | cardano | cardano | cardano | cardano |
| Avviamento                                                        | elettrico | elettrico | elettrico | elettrico | elettrico |
| Ciclistica                                                        | | | | | |
| Telaio                                                            | in alluminio                                                                                                   | in alluminio                                                                                                   | in alluminio                                                                                                   | in alluminio                                                                                                   | in alluminio                                                                                                   |
| Freni                                                             | Anteriore: a doppio disco flottante da 305 mm / Posteriore: a singolo disco flottante a 2 pistoncini da 285 mm | Anteriore: a doppio disco flottante da 305 mm / Posteriore: a singolo disco flottante a 2 pistoncini da 285 mm | Anteriore: a doppio disco flottante da 305 mm / Posteriore: a singolo disco flottante a 2 pistoncini da 285 mm | Anteriore: a doppio disco flottante da 305 mm / Posteriore: a singolo disco flottante a 2 pistoncini da 285 mm | Anteriore: a doppio disco flottante da 305 mm / Posteriore: a singolo disco flottante a 2 pistoncini da 285 mm |
| Pneumatici                                                        | anteriore 120 70/17; posteriore 170 60/17                                                                      | anteriore 120 70/17; posteriore 170 60/17                                                                      | anteriore 120 70/17; posteriore 170 60/17                                                                      | anteriore 120 70/17; posteriore 170 60/17                                                                      | anteriore 120 70/17; posteriore 170 60/17                                                                      |
| Fonte dei dati:                                                   | | | | | |